# 北下浦村
北下浦村（きたしたうらむら）は、神奈川県三浦郡に存在した村。

## 歴史

### 村名の由来
かつて三浦半島の沿岸を内浦・下手浦・西浦の3つに区分し、さらに下手浦を南北に分け、北部を北下浦と呼んだことによる。

### 沿革
- 1889年（明治22年）4月1日 - 町村制の施行により、津久井村、長沢村、野比村が合併して発足。
- 1943年（昭和18年）4月1日 - 横須賀市に編入。同日北下浦村廃止。

## 交通

### 鉄道路線
旧村域内に京急久里浜線のYRP野比駅、京急長沢駅、津久井浜駅が存在するが、当時は未開業。

## 現在の町名
- 住居表示実施地区：津久井一 - 五丁目、長沢一 - 六丁目、野比一 - 五丁目、グリーンハイツおよび粟田一 - 二丁目、ハイランド一 - 五丁目、光の丘の各一部

## 参考資料
- 角川日本地名大辞典 14 神奈川県